# Gare d’Aubrives
Gare d’Aubrives vasútállomás Franciaországban, Aubrives településen.

## Vasútvonalak
Az állomást az alábbi vasútvonalak érintik:
- Soissons-Givet-vasútvonal

## Kapcsolódó állomások
A vasútállomáshoz az alábbi állomások vannak a legközelebb:
- Gare de Vireux-Molhain
- Gare de Givet